# 鶯歌系統交流道
鶯歌系統交流道位於臺灣新北市鶯歌區，用於連結國道二號與國道三號，也是國道二號的終點，國道三號指標54k、國道二號指標20k，國道二號採Y型交叉形式匯入國道三號
。
|  | 20 鶯歌系統 |  | 台北 大溪     |
|  | 54 鶯歌系統 |  | 桃園機場 桃園 |

## 外部連結
- 國道二號鶯歌系統交流道示意圖 （页面存档备份，存于）（交通部高速公路局）
- 國道三號鶯歌系統交流道示意圖 （页面存档备份，存于）（交通部高速公路局）